# Винчестер, Оливер Фишер
Оливер Фишер Винчестер (англ. Oliver Fisher Winchester 30 ноября 1810 — 11 декабря 1880) — американский предприниматель и политик. Родился в Бостоне, штат Массачусетс. 20 февраля 1834 года женился на Джейн Эллен Хоуп (англ. Jane Ellen Hope).

## Предпринимательская карьера
Начинал коридорным в отеле, строительным рабочим.
В 1830 году организовал в Балтиморе фирму, выпускавшую строительные материалы, а в 1848 году, в Нью-Хейвене, — компанию «Винчестер энд Дэвис», производившую мужскую одежду.
В 1855 году приобрёл разорившуюся оружейную фирму Смита-Вессона и переключился на выпуск оружия, в основном охотничьего, которое нередко называли его именем.